# Омбадиков Ердні Басанович
Омбадиков Ердні Басанович (англ. Erdne Ombadykow; калм. Омбадһа Эрдн; нар. 27 жовтня 1972, Філадельфія, Пенсільванія, США) - Тело Тулку Рінпоче (Ділова-хутухта) XII, з 1992 Шаджин-лама (президент Об'єднання буддистів Калмикії), офіційний представник Далай-лами XIV в Росії (до 2023), Монголії та країнах СНД.

## Біографія

### Походження
З боку матері відноситься до бузавів, з боку батька – до дербетів. Дід Омбадикова по материнській лінії, який служив у Донському козацькому війську, емігрував з Росії до Югославії у 1920-х роках. Батько у роки німецько-радянської війни служив у підрозділі калмицьких колаборантів; разом з німцями, що відступають, опинився в Німеччині, звідки згодом був вивезений до США. Вже там він познайомився і одружився з другим шлюбом на матері Омбадикова. Ердні Омбадиков народився 27 жовтня 1972 року у Філадельфії, має п'ять однокровних та чотирьох рідних братів і сестер, з яких є наймолодшим. 

### Освіта
У чотирирічному віці Омбадиков заявив батькам про бажання стати ченцем. Коли йому виповнилося шість років, він отримав можливість зустрітися з Далай-ламою XIV, який порадив відправити хлопчика на навчання до монастиря Тибету Дрепунг Гоман в Індії. Він провів там 13 років, вивчаючи буддійську філософію під керівництвом видатних вчителів Тибету. Тим не менш, повний курс освіти в школі гелуг, що передбачає здобуття наукового ступеня геше, він не пройшов. Наприкінці 1980-х, у роки свого навчання в монастирі, він був визнаний перетворенням монгольського Ділова-хутухти XI Жамсранжава, який помер в еміграції в США, отримавши титул Тело-тулку.

### Діяльність на посаді Шаджин-лами
1991 року Тело Тулку Рінпоче вперше приїхав до Калмикії у складі делегації Далай-лами XIV. У 1992 році Тело Тулку Рінпоче був обраний Шаджин-ламою (верховним ламою) Калмикії. Будучи єдиним калмиком, який має належну буддійську освіту, Ердні проте незабаром вирішив, що його відповідальність як Шаджин-лами надто велика для нього самого у 22 роки. Більше того, він виявив, що формальна чернеча освіта не підготувала її до призначеної ролі. Він не говорив калмицькою мовою і не був знайомий з менталітетом народу чи уряду. Імовірно, ці перешкоди змусили його повернутися до США наприкінці 1994 року, відмовитися від чернецтва та одружитися 1995 року. Однак після добровільного дворічного вигнання Ердні знову прийняв свою місію і повернувся до Калмикії.
За останні роки під його керівництвом споруджено понад 30 буддійських храмів і молитов, зруйнованих у роки Радянської влади. З 2005 року резиденція Тело Тулку Рінпоче розташована в головному храмі Калмикії «Золота обитель Будди Шак'ямуні», який визнаний найбільшим буддійським храмом в Росії та Європі.
Перебуваючи на посаді Шаджин-лами, Тело Тулку Рінпоче докладає великих зусиль для зміцнення релігійних і культурних зв'язків, які століттями існували між традиційними буддійськими регіонами Росії та спільнотою Тибету на чолі з Далай-ламою XIV. Тело Тулку Рінпоче супроводжував Далай-ламу під час його перших візитів до Калмикії на початку 1990-х, які стали відправною точкою для відновлення буддизму в республіці. За його активної участі було здійснено довгоочікуваний візит Далай-лами до Росії у листопаді 2004 року, який дав новий імпульс процесу відродження традиційних буддійських цінностей у Калмикії та Росії загалом.

У листопаді 2007 року з ініціативи Тело Тулку Рінпоче в резиденції Далай-лами в Дхарамсалі було проведено «Фестиваль буддійської культури Росії та Монголії», а також великий молебень про довголіття Далай-лами (Пуджа довгого життя), в якому взяли участь духовенство, офіційні, музиканти та понад 500 паломників з буддійських регіонів Росії та Монголії. Тело Тулку Рінпоче назвав фестиваль шансом завивати світу про те, що Далай-лама є духовним лідером не тільки народу Тибету, а й буддійських народів Росії. У своєму зверненні до буддистів Росії він зазначив:
Які б перешкоди не виникали на нашому шляху, ми ніколи не відмовимося від свого права відкрито заявляти, що ми потребуємо його духовного керівництва, наставництва та допомоги.
Безпрецедентною подією фестивалю стали філософські навчання, які Його Святість Далай-лама дав своїм російським послідовникам у Дхарамсалі на особисте прохання Тело Тулку Рінпоче.

Спираючись на настанови Його Святості Далай-лами, що закликає до зміцнення міжрелігійного діалогу, верховний лама Калмикії проводить політику всебічної підтримки мирного співіснування та співробітництва представників традиційних для Калмикії конфесій: буддизму, християнства та ісламу. Тело Тулку Рінпоче зазначає:
Сьогодні в нашій багатонаціональній республіці живуть люди різних національностей та віросповідань, всі вони живуть у мирі та злагоді, у дружбі та взаєморозумінні. І ми відчуваємо радість від того, що це відбувається у нашій країні.
У 2007 році Буддійський центр Наропи і Тілопи в Монголії звернувся до верховного ламу Калмикії з проханням очолити проект з відновлення буддійського монастиря Наро-Ванчин-Хійд, який належав Ділова-хутухті Жамсранжаву, що передує втіленню Тело Тул. 

## Суспільна позиція
1 жовтня 2022 року Тело Тулку Рінпоче засудив вторгнення російських військ на Україну, заявивши, що українська сторона «справді права - вона захищає свою країну, свою землю, свою правду, свою Конституцію, свій народ». Пізніше російські буддисти відмежувались від антивоєнних заяв лами Калмикії.

## Нагороди
- Медаль «За доблесну працю» Республіки Тива (15 листопада 2012 року) — за великий внесок у розвиток буддизму та духовності в Республіці Тива[6].
- У 2013 році Тело Тулку Рінпоче був нагороджений орденом III ступеня «За віру, Дон та Вітчизну» за відродження, збереження та розвиток буддійської релігії[7].